# G7 Teams
G7 Teams — международная федерация, созданная в 2006 году в Стокгольме с целью улучшения сотрудничества и единства между ведущими киберспортивными организациями. В число основателей вошли семь профессиональных команд из Европы, Северной и Южной Америки.

## Состав
Основателями этой федерации в апреле 2006 года стали семь известных киберспортивных организаций: 4 Kings (Великобритания), Made in Brazil (Бразилия), MouseSports (Германия), Team 3D (США), Fnatic (Великобритания), Ninjas in Pyjamas (Швеция) и SK Gaming (Германия).
В январе 2007 года в Кёльне прошёл первый конгресс G7 Teams, на котором в том числе было объявлено о присоединении к федерации первой азиатской команды wNv (Китай). 18 апреля 2007 года членами G7 Teams стали compLexity (США) и Meet Your Makers (Дания). После ESWC 2007, в августе 2007 года, в состав федерации вошла польская организация PGS Gaming. 17 декабря 2007 года из рядов G7 Teams в связи с низкой активностью была исключена команда Ninjas in Pyjamas.
25 февраля 2008 года состав организации покинули американские команды compLexity и Team 3D. Это решение было обосновано тем, что команды стали частью франшизы Championship Gaming Series и, таким образом, потеряли свою независимость, необходимую для участия в составе G7 Teams.
9 февраля 2009 года членом G7 Teams стала приглашённая ранее американская команда Evil Genuises . Одновременно с этим состав федерации покинула ведущая китайская команда wNv. В связи с финансовыми трудностями в марте 2009 года команда Meet Your Makers оказалась на грани распада и была исключена из состава G7 Teams.
В 2010 году, после контрактного спора между SK Gaming и fnatic, организация распалась.

## Деятельность организации
Несмотря на название, с момента основания организация была открыта для других профессиональных команд, желающих присоединиться к G7 Teams. Основными задачами являлись популяризация киберспорта, улучшение взаимодействия с киберспортивным сообществом, сотрудничество с лигами и турнирами, организация переходов игроков из команды в команду, а также своевременная выплата призовых.
В 2007 году федерация G7 Teams объявила, что её члены не примут участие в турнире CPL Winter, так как проводящая турнир организация Cyberathlete Professional League  не выплатила призовые командам G7. Аналогичный ультиматум в 2010 году был объявлен Electronic Sports World Cup, так как два года назад победители ESWC так и не получили свои призовые, и не было гарантии, что это не произойдёт на анонсированном турнире.

## Рейтинги
На сайте организации регулярно публикуются рейтинги лучших команд и игроков в самых популярных дисциплинах. Последний рейтинг вышел 12 июля 2010 года, в промежутке между турнирами Electronic Sports World Cup и Arbalet Cup Dallas.

### Counter-Strike
| место | страна   | команда        | рейтинг |
| ----- | -------- | -------------- | ------- |
| 1     | Швеция   | fnatic         | 664,29  |
| 2     | Швеция   | SK Gaming      | 508,38  |
| 3     | Дания    | mTw            | 478,60  |
| 4     | Украина  | Natus Vincere  | 351,02  |
| 5     | Швеция   | MYM            | 258,60  |
| 6     | Германия | MouseSports    | 188,80  |
| 7     | Швеция   | H2K Gaming     | 78,72   |
| 8     | США      | Evil Geniuses  | 64,04   |
| 9     | Бразилия | Made in Brazil | 53,14   |
| 10    | Германия | Team Alternate | 43,02   |

### Quake Live
| место | страна   | игрок          | рейтинг |
| ----- | -------- | -------------- | ------- |
| 1     | США      | SK.rapha       | 379,98  |
| 2     | Польша   | srs.av3k       | 303,32  |
| 3     | Беларусь | srs.Cypher     | 203,45  |
| 4     | Россия   | Mouz.Cooller   | 157,07  |
| 5     | США      | EG.DaHang      | 70,99   |
| 6     | Франция  | fnatic.Strenx  | 54,86   |
| 7     | Швеция   | Fox            | 47,46   |
| 8     | Австрия  | noctis         | 43,80   |
| 9     | Швеция   | fnatic.Spart1e | 40,36   |
| 10    | Швеция   | Z4muz          | 38,93   |

### WarCraft III
| место | страна           | игрок       | рейтинг |
| ----- | ---------------- | ----------- | ------- |
| 1     | Республика Корея | WeMade.Moon | 382,23  |
| 2     | Республика Корея | WeMade Lyn  | 350,12  |
| 3     | Китай            | WE.Fly100%  | 322,11  |
| 4     | Нидерланды       | EG.Grubby   | 269,66  |
| 5     | Китай            | WE.Sky      | 229,75  |
| 6     | Китай            | WE.Infi     | 195,43  |
| 7     | Китай            | WE.TeD      | 82,97   |
| 8     | Россия           | Happy       | 68,76   |
| 9     | Китай            | Th000       | 65,66   |
| 10    | Франция          | ToD         | 53,69   |